# Благовещение Господне (Варна)
„Благовещение Господне“ е християнска църква във Варна, България, част от Никополската епархия на Римокатолическата църква. Църквата е енорийски храм.

## История на енорията
Сведенията за католици във Варна датират от 1659 г. Това са били търговци от Дубровник. През 1847 г. Никополския епископ Анджело Парси изпраща първия мисионер Петър Арабаджийски, който служил 4 години в града. Светата литургия е обслужвана по домовете на вярващите. През 1850 г. е изпратен отец Яко Яковски. Той също обслужвал френски и италиански части настанени в града по време на Кримската война. През 1857 г. Варна е присъединена към Трапезундския апостолически викариат, обслужван от капуцините. Седем мисионери са прекарали няколко години във Варна. През 1860 г. те купуват мястото, където е построен храма.
Преброяването през 1881 г. регистрира 198 католици в града, а в навечерието на Балканската война те са вече близо 500 души. Почти всички са чужденци, главно немци и французи. Повечето са с чуждо поданство. И тук обаче бавно, но постепенно и неизбежно си пробива път тенденцията за „побългаряване“ чрез смесени бракове с българи и българки и приемане на българско поданство.
През 1883 г. се извършва реорганизация на католическата църква на Балканите съобразно новите политически граници. В резултат на което Варна е присъединена към Никополската епархия. Един от енористите работили най-дълго е отец Мак Гирк от 1895 до 1927 г. През 1927 г. броят на католиците във Варна е около 300 души.
Светата литургия не се обслужва в енорията от 1973 г. до началото на 90-те години. Поради непригодността на рушащия се храм, параклисът Св. Архангел Михаил е използван за енорийски храм и там е отслужвана Светата литургия.
През 2006 г. започва ремонтът на храма. По това време католиците във Варна са 450 души, а енорист е отец Яцек Вуйчек. По време на пандемията на коронавируса през 2019 г., литургиите от храма са излъчвани онлайн.

## Енористи
- отец Петър Арабаджийски (1847 –)
- отец Яко Яковски (1850 –)
- отец Мариан Грондел (1995 – 2003)
- отец Яцек Вуйчик (2003 - 2022)
- отец Михаил Шлахцяк (2022 - днес)

## История на храма
През 1880 г. католиците във Варна правят прошение до общината във Варна за издигане на техен молитвен дом. Идеята е подкрепена и от благотворителни организации, търговци и от държавата. През 1882 г. е направена първа копка на новоизграждащия се храм от княз Александър І. През 1883 г. Никополският-епископ Иполит Луи Агосто с помощта на австро-унгарския император Франц Йосиф I и с финансовата подкрепа на Франция през 1883 г. започва да строи католическата църква.
Проектант на храма е италианският архитект Валентино Делл Антонио. Църквата е еднокорабна, с притвор, апсида и кула с метален кръст. Не достигнали средствата за закупуване на камбана, която да се постави на кулата-камбанария. Църквата е завършена през 1885 г. В стилово отношение сградата е представителна за неоготиката с типичните за това изкуство островърхи арки на прозорците и централния вход, както и при кръстосаните арки в интериорен план. Храмът е наречен „Непорочно Зачатие на Дева Мария“ с храмов празник – 8 декември.
През 1896 г. италианския консул Асерето закупува бял мрамор от Генуа и финансира построяване на олтар. През 1912 г. епископ Анри Дулсе разширява църквата и строи нова сакристия. През 1927 г. църквата е ремонтирана.
В своята статия, публикувана през 1983 г., Джейнис Браун твърди, че въпреки поставената си цел през 1950 г. комунистическата власт да елиминира религията в България до 1975 г., тя не успява благодарение на вярата на католиците (дори и млади хора) в селата около Пловдив и в известна степен благодарение на католически туристи от други части на Източна Европа, които през летните сезони са съживявали католическите църкви във Варна и Бургас. Това кара местната власт във Варна да затвори католическите храмове. Църквата „Непорочно зачатие на Дева Мария“ и параклиса „Свети Архангел Михаил“ са затворени през 1973 година.
На 18 септември 2006 г. е направена първа копка на реконструкцията и възобновяването на църквата с благословията на епископ Петко Христов. На първата копка присъства и отец Йосиф Йонков. Той е присъствал на затварянето ѝ през 1973 година. Храмът е реставриран по проект на архитект Владимир Рачев и отворен за богослужения на 9 декември 2013 г. Ритуалът по освещаване на олтара е извършен от епископ Петко Христов.
В края на 2016 г. църквата е преименувана на „Благовещение Господне“ с декрет на епископ Петко Христов.
Храмов празник – 25 март.